# Cladocarpus dofleini
Cladocarpus dofleini är en nässeldjursart som först beskrevs av Eberhard Stechow 1911.  Cladocarpus dofleini ingår i släktet Cladocarpus och familjen Aglaopheniidae. Inga underarter finns listade i Catalogue of Life.